# شاذلی قلیبی
شاذلی قلیبی (عربی: الشاذلي القليبي؛ ۶ سپتامبر ۱۹۲۵ – ۱۳ مهٔ ۲۰۲۰) دیپلمات، سیاستمدار، و زبان‌شناس اهل تونس بود. وی از مارس ۱۹۷۹ تا ۳ سپتامبر ۱۹۹۰ دبیرکل اتحادیه عرب بود.
شاذلی قلیبی در ۱۳ مه ۲۰۲۰، در سن ۹۴ سالگی درگذشت.